# Most Grunwaldzki w Krakowie
Most Grunwaldzki – most w Krakowie na Wiśle łączący Stare Miasto (ul. Józefa Dietla) z Dębnikami (rondo Grunwaldzkie).
Z mostu rozlega się widok na Wawel i kościół św. Michała Archanioła i św. Stanisława Biskupa (kościół Na Skałce). Most leży na trasie Małopolskiej Drogi św. Jakuba z Sandomierza do Tyńca. Na obu brzegach rzeki przy moście znajdują się przystanki tramwaju wodnego („Most Dębnicki” oraz „Paulińska”).

## Historia
Projektantami mostu byli: mgr inż. Stefan Filipiuk,  mgr inż. Andrzej Topolewicz i  Józef Malinowski  z pracowni mostowej gdańskiego „Transprojektu”. Zbudowano go w latach 1968–1972.  Jego kompaktowy kształt miał na celu jak najmniejszą ingerencję w otoczenie Wawelu. Nadanie mu nazwy związane było z podjętą w 1972 r. decyzją o odbudowie Pomnika Grunwaldzkiego zniszczonego podczas II wojny światowej. Pierwotnie był pomysł nadania mu nazwy most Mikołaja Kopernika dla upamiętnienia 500-lecia urodzin astronoma. Pozostawiono mu jednak nazwę roboczą. Wykonawcą było Kieleckie Przedsiębiorstwo Robót Mostowych, a kierownikiem budowy inż. Czesław Kwietniewski.  

## Parametry mostu
Most ma 153 metry długości i 31,40 metra szerokości. Podparty jest na 2 filarach. Na moście w każdym kierunku prowadzą po 2 pasy ruchu samochodowego rozdzielone torowiskiem tramwajowym, a po bokach znajdują się chodniki dla pieszych oraz ścieżki rowerowe.
Jest drugim mostem w Krakowie (po moście Dębnickim) pod względem zagrożenia falą powodziową lub zatorami lodowymi. Związane jest to z niskim prześwitem między lustrem wody a spodem konstrukcji mostu.
W związku z osiadaniem konstrukcji przewidywane jest wyburzenie mostu i zastąpienie go nową konstrukcją – do roku 2035.

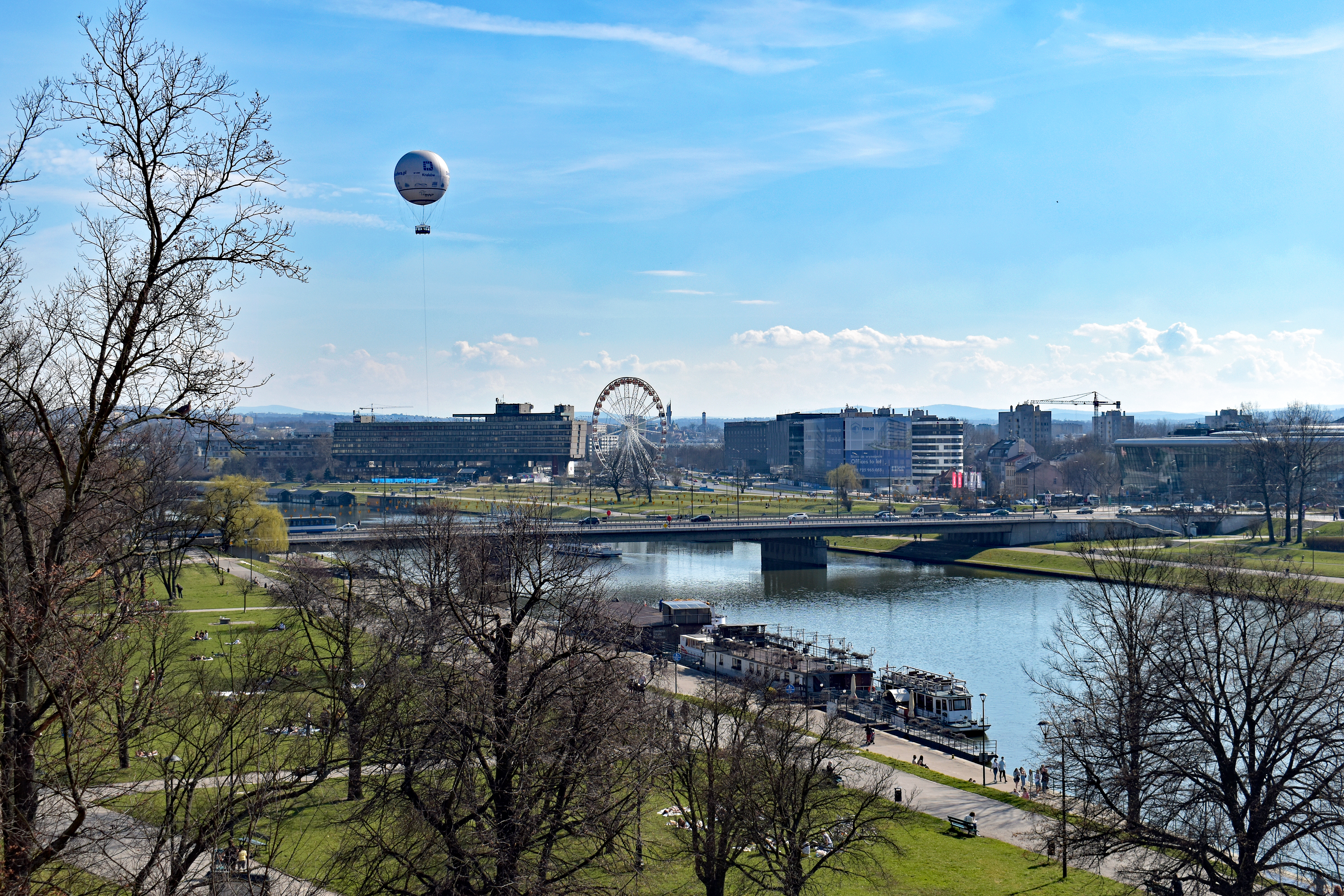
Most widziany z wawelskiego wzgórza.
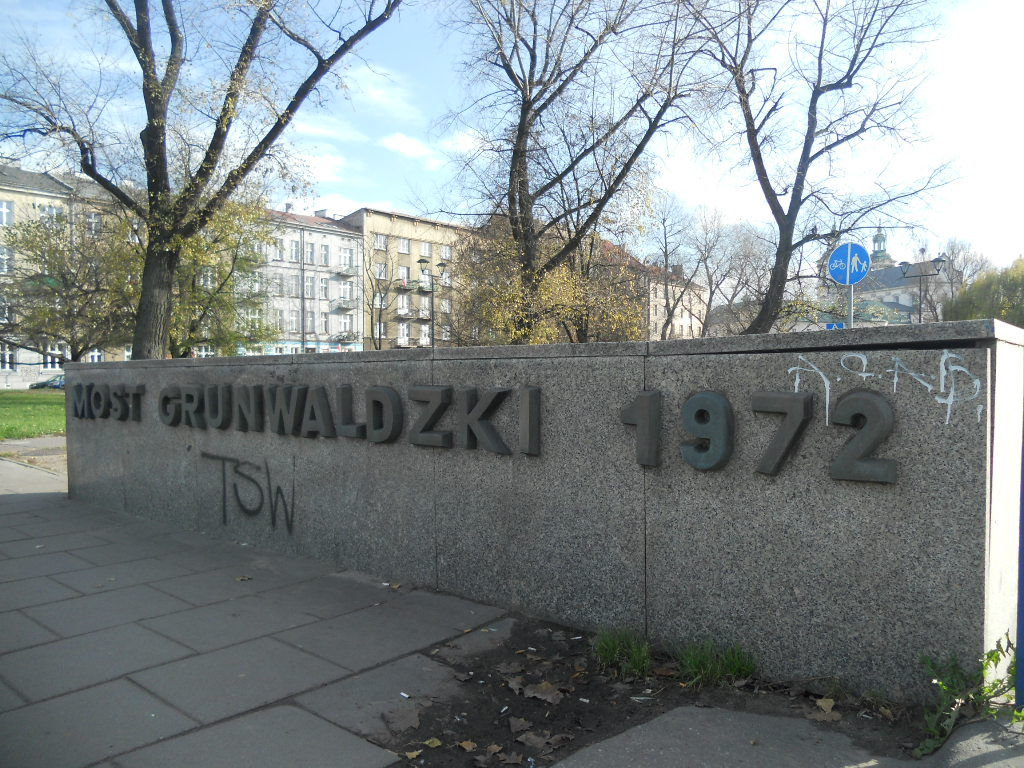
Murek upamiętniający zakończenie budowy mostu Grunwaldzkiego.